# Kamenický Šenov

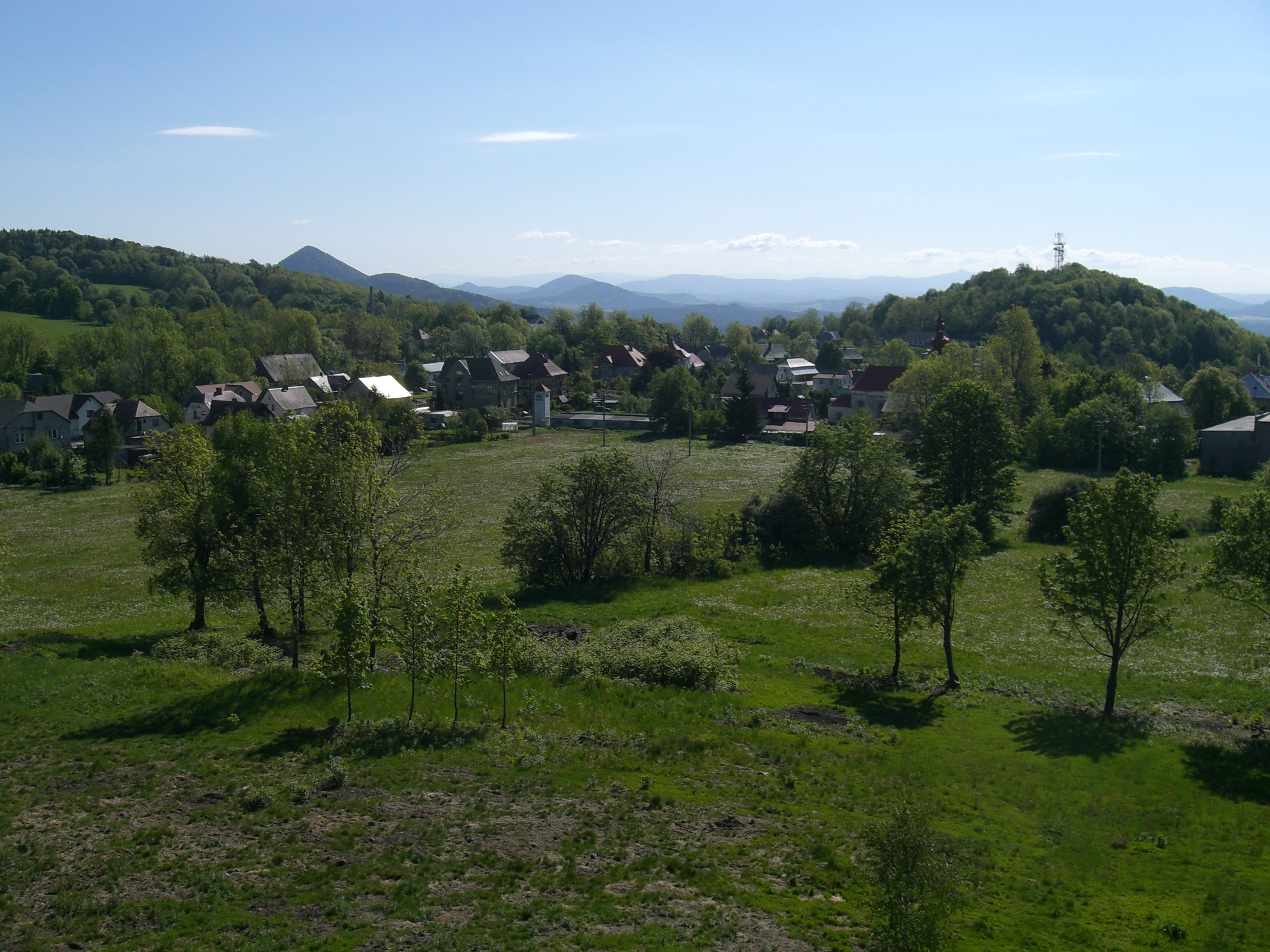
Kamenický Šenov

Kamenický  Šenov (niem. Steinschönau) − miasto w Czechach, w kraju libereckim. Według danych z 31 grudnia 2003 powierzchnia miasta wynosiła 1 047 ha, a liczba jego mieszkańców 3 982 osób.

## Demografia
| Rok             | 1970  | 1980  | 1991  | 2001  | 2003  |
| --------------- | ----- | ----- | ----- | ----- | ----- |
| Liczba ludności | 3 924 | 4 254 | 4 088 | 4 073 | 3 982 |

Źródło: Czeski Urząd Statystyczny

## Współpraca
- Rheinbach, Niemcy